# Vindey

Vindey este o comună în departamentul Marne, Franța. În 2009 avea o populație de 129 de locuitori.